# الرقص في زيمبابوي

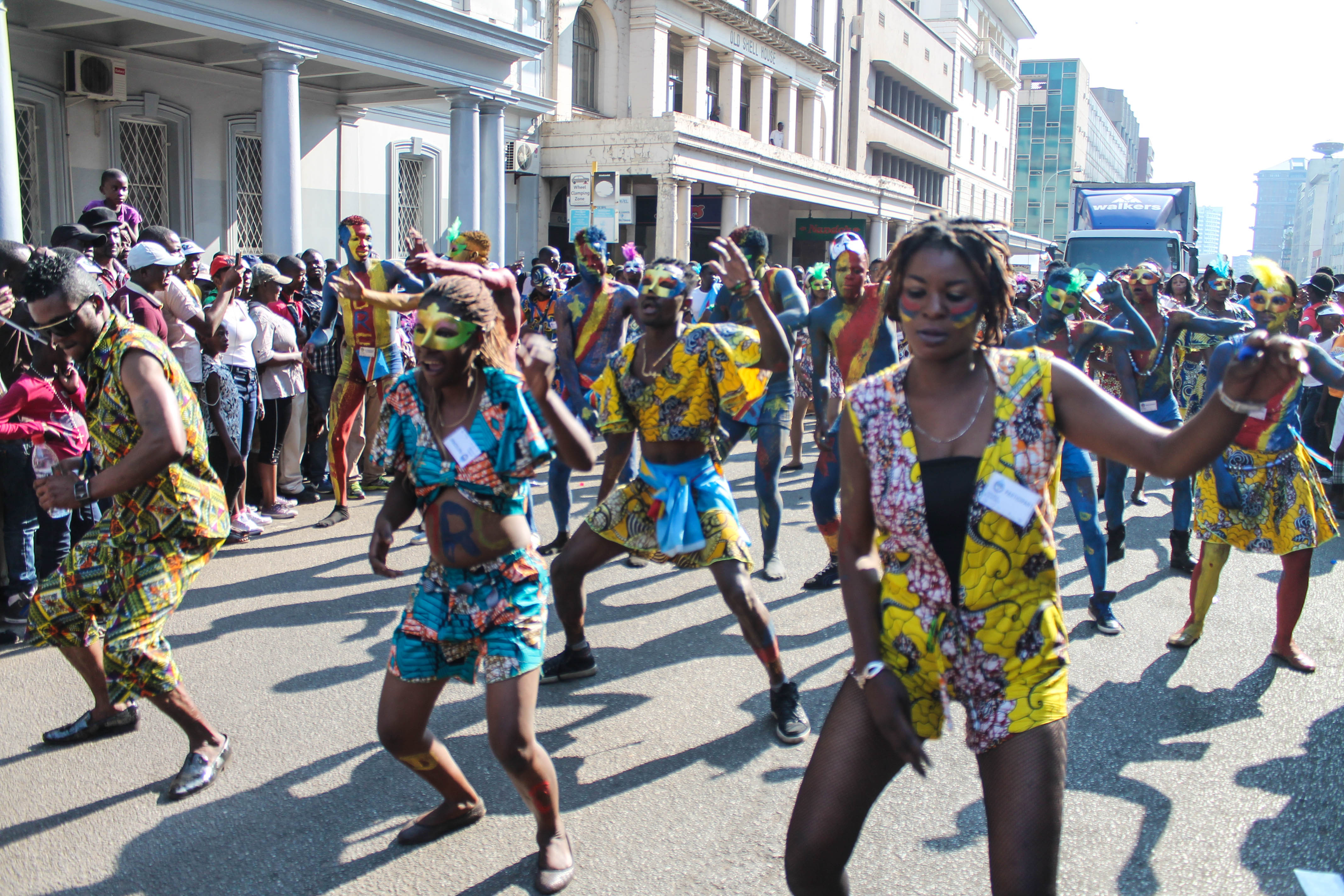
راقصون يشاركون في كرنفال هراري.

يعد الرقص في زيمبابوي جانبا مهما من ثقافة زيمبابوي وعاداتها وروحانياتها وتاريخها. هنالك العديد من الرقصات التي تعكس ثقافة شعب زيمبابوي, وعلى الرغم من أن الرقصات قد تغيرت خلال السنين. يعد التنوع العرقي عاملا مهما في التاثير على رقصات الثقافة الزيمبابوية. فمثلا, هناك رقصات الشونا والنديبيلي والتونغا والزولو والسوانا, وهي كلها تعكس تنوع الثقافات والتقاليد في البلاد. وتعد هذه الرقصات انعكاسا للذات وللمجتمع بأكمله, لأن معظم الموسيقى والرقص هي مناسبات مشتركة بين أفراد المجتمع. فالرقص بالنسبة للزيمبابويين هو أداة روحية قوية للغاية تحمل التقاليد وتؤرخ الأحداث الهامة في تاريخهم وثقافتهم.

## خلفية
يبلغ عدد سكان جمهورية زيمبابوي حوالي 16 مليون نسمة. الغالبية ، حوالي 76 ٪ ، يعيشون في المناطق الريفية. هذه تفاصيل مهمة للغاية في ضوء عدد المحاصيل التي تنتجها زيمبابوي: البن والذرة والقمح والسكر والشاي والقطن. يتجلى هذا الجانب الزراعي من الحياة في العديد من الرقصات التي يؤدونها  واللغة الرسمية هي الإنجليزية ، على الرغم من ممارسة الديانات العرقية الإسلامية والهندوسية والبهائية والتقليدية. يوجد في زيمبابوي ما لا يقل عن 20 مجموعة عرقية، غالبيتهم هم شونا (حوالي 5 ملايين شخص) ، نديبيلي (حوالي 2 مليون شخص). والبعض الآخر نداو وفندا وتونغا ذكروا فقط القليل. هناك بعض الانقسام بين هذه الجماعات بسبب المعارك بين شعب شونا ونديبيلي في القرن الماضي. كل من هذه المجموعات العرقية لها تاريخها وثقافتها الفرعية وأهميتها السياسية ، ومع ذلك فهي تشترك في العديد من المعتقدات الدينية والثقافية أيضًا. كل جانب من جوانب ثقافتهم يؤثر على الرقصات التي يؤدونها.

## اغاني يا تاكودزوا
تشمل الآلات الموسيقية الثلاثة المميزة في زيمبابوي الطبول (نغوماس) ، والمبيرا ، (هوشو) والماريمبا . تنتج الأحجام والأشكال المختلفة وضيق الأغشية والمواد المستخدمة في صناعة الأسطوانات, نغمات ودرجات نغمات مختلفة ، تمامًا كما تخلق شرائط الماريمبا الخشبية ذات الأحجام المختلفة نغمات مختلفة. ربما تكون mbira أهم أداة مستخدمة. يتم نتفه بالأصابع لإنتاج اللحن ، وغالبًا ما تستخدم أثناء الطقوس الدينية بواسطة الوسطاء الروحيين للتواصل مع أرواح الأجداد. ووفقًا للحفريات الأثرية ، فإن رقصة المبيرا ، وبالتالي رقصة المبيرا ، كانت موجودة منذ فترة طويلة. تم الكشف عن مبيراس ويعود تاريخها إلى القرن الثاني عشر.

## الشخصية والغاية
يمكن أداء الرقصات من أجل الإستمتاع أو الترفيه ، خلال العديد من الطقوس بما في ذلك امتلاك الروح ، لإعادة إنشاء التاريخ ،  كشكل من أشكال الفن ، وأيضا كوسيلة للمغازلة. يتميز الرقص الزيمبابوي بأسلوب فردي مميز للغاية لأن إيقاع الموسيقى والرقص يتأثر بروح الراقصين. وهذا يضيف عنصرًا شخصيًا فريدًا إلى ثقافة الرقص ، فضلاً عن المرونة في تفسير الرقصات. يمكن أن تكون الرقصات قوية للغاية ويمكن تفسيرها بشكل مختلف من قبل كل مؤدي وكل فرد من الجمهور. هناك العديد من الخصائص المميزة التي تميز الرقص الزيمبابوي. الإيقاع هو أهم عنصر في كل الرقص الأفريقي. تعدد الإيقاعات مهمة للغاية ، تمامًا كما هو الحال في موسيقى زيمبابوي ، وفي جميع أنحاء إفريقيا. يمكن لفناني الأداء تسريع حركاتهم بطريقة تخلق إيقاعًا جديدًا للرقص. هناك اتجاه شديد الانحدار وملتزم بالأرض لجميع الرقصات الزيمبابوية. غالبًا ما تكون الركبتان مثنيتين أو طريتين ، وهناك حركات مسطحة القدمين متقلبة تمثل الإيمان بأن روح الأرض هي التي توفر الخصوبة. تشمل العناصر الأخرى لرقصات زيمبابوي العزلات ، والزاوية (مع ثني الجسم عند الخصر) ، وعدم التناسق ، والارتجال ، ونوعية التأرجح ، والحركات إلى الخارج من الورك. الرقصات تعكس الذات بشكل كبير ، وهي واضحة في الارتجال والعاطفة المعبر عنها ، وكما هو الحال مع موسيقى إفريقيا ، تعد المشاركة عنصرًا أساسيًا. إما أن يغني الناس ، أو يعزفون على آلة موسيقية ، أو يرقصون. نادرا ما يوجد متفرجون. الروحانيات لها تأثير كبير على الرقص الزيمبابوي. الرقص هو وسيلة للتعبير عن روحانياتهم ، وبعض الكنائس الإنجيلية في زيمبابوي تدمج الرقص في عبادتهم.
هناك ثلاث مجموعات رئيسية يمكن تصنيف رقصات زيمبابوي فيها. النوع الأول طقسي. هذه هي الفئة الأوسع وتشمل أقدم الرقصات التقليدية. والثاني تذكاري. تظهر الرقصات التذكارية الاتجاهات السياسية والاجتماعية في ذلك الوقت. الأخير هو حزين ، والذي يتضمن الدراما التاريخية والطقوسية. تُستخدم الرقصات الحزينة على وجه التحديد للدلالة على التاريخ الشفوي باستخدام رواية القصص والموسيقى وأغاني المديح لنقل الأحداث التاريخية المهمة. يعتبر الرقص الكلاسيكي في زيمبابوي "فن الثقافة الراقي" ، وهو مهم للغاية في تلبية متطلبات الجمالية. إن جمال وتعقيد الإيقاعات والحركات عناصر مهمة للغاية. تحتفظ الرقصات الكلاسيكية بتصميم رقصات وتعقيدات وسياقات محددة طوال الأوقات المتغيرة. مقال

## الرقص التقليدي: Asante Welsh ، (1985)

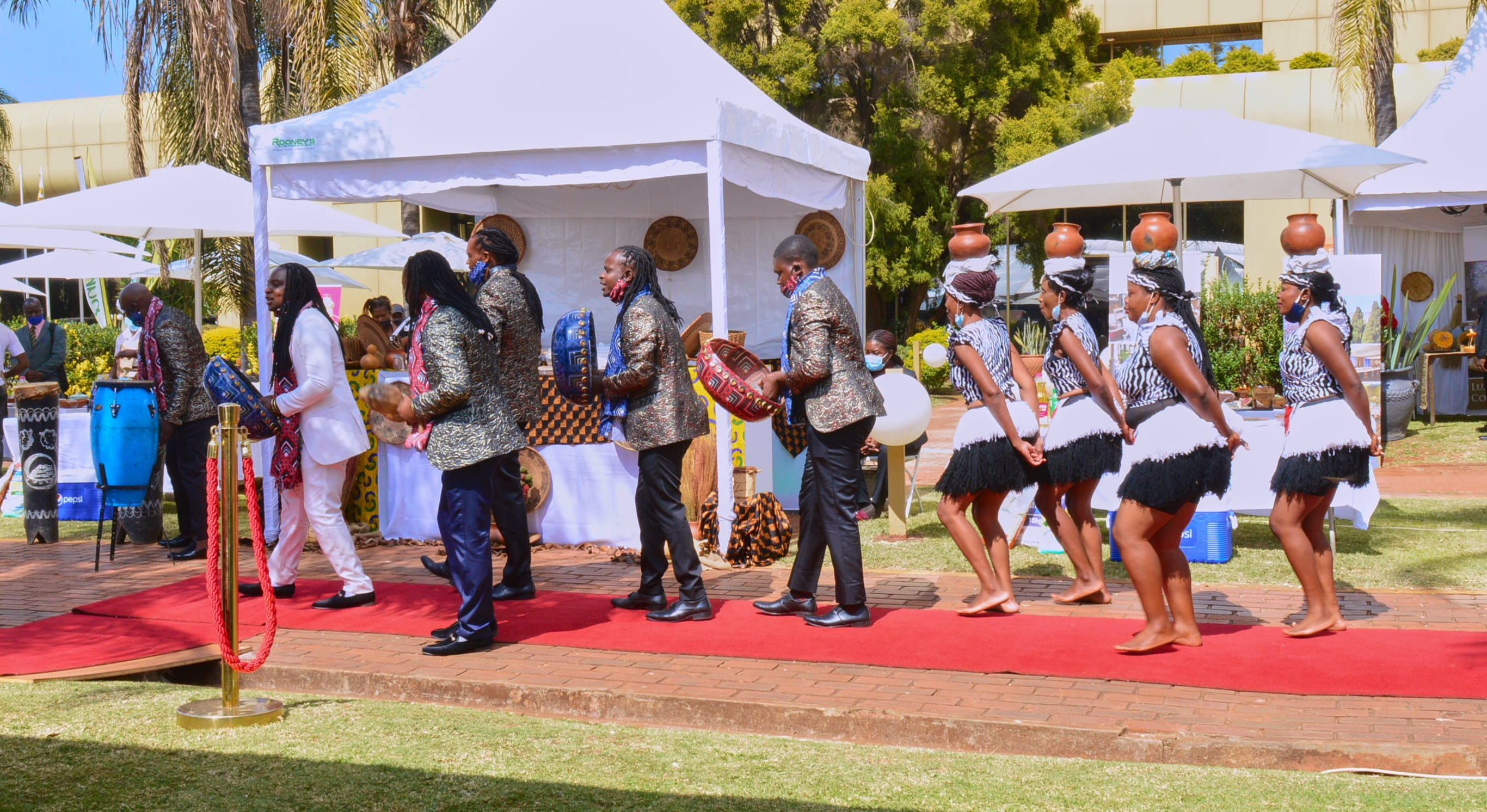
رقصة المبيرا التقليدية في هراري.

يتغير الرقص التقليدي في زيمبابوي بشكل معتدل. يجب أن يتكيف الرقص التقليدي مع الأوقات المتغيرة دون أن يصبح غربيًا أكثر من اللازم حتى تظل الثقافة التقليدية كما هي. يشجع شعب زيمبابوي التغيير ، لكنهم يريدون القيام بذلك داخل أنفسهم ، وليس التغيير من خلال التأثيرات الثقافية الخارجية. يجب أن تستوعب الرقصات التقليدية التغيير من أجل أن تظل تقليدًا ، وتستمر في تحمل اختبار الزمن. لقد تغيرت الأغراض التقليدية للعديد من الرقصات ، وتغير سبب أداء الرقصات ، ولكن يظل معنى وأهمية الرقصات ثابتة. تقليديا ، يرقص شعب زيمبابوي لأشخاص مهمين ، على سبيل المثال ، على مدرج المطار عند وصول المسؤولين الحكوميين. تقليديا ، لم يتم تعيين الرقص الزيمبابوي على مسرح الحفلة الموسيقية. قد تستمر رقصة ، مثل طقوس امتلاك الروح ، اثني عشر ساعة أو حتى أيامًا. يعتبر الوقت جانبًا مهمًا جدًا في هذه الرقصات لأن الراقص يجب أن يكون لديه الوقت لدخول عالم روح التملك والعودة إلى العالم المادي. يصعب أداء هذه التجربة الروحية على خشبة المسرح الموسيقي بوقت محدود ، وغالبًا ما يتم تمثيلها أو اختصارها في إعدادات من نوع الحفلة الموسيقية. يفضل أداء هذه الرقصات في بيئة طبيعية. من ناحية أخرى ، في الرقصات التقليدية الجديدة ، تغيرت سياقات الرقصات ، وتعتبر "تقليدية". قد يكون للرقص نفس الأهمية ، بل يشمل نفس الحركات ، ولكن بما أن السياق قد تغير ، لم يعد يعتبر الرقص تقليديًا تمامًا. هذه الرقصات التقليدية الجديدة هي حافظة رائعة للتاريخ ، ومؤرخون يغيرون الزمن لهذا السبب. مع تغير الرقصات لتعكس التغيرات الثقافية مثل السياسة والطقس والتحضر والتأثيرات الخارجية ، فإنها تظهر الجدول الزمني للتاريخ في الثقافة. ينتج عن هذا أيضًا ارتباط عاطفي للغاية بالرقصات والأحداث التي يمثلونها لأن الناس يرتبطون بحياتهم اليومية ونضالاتهم.
رقصة مبيرا هي رقصة طقسية مميزة وتقليدية مصحوبة بآلة مبيرا. وهي مصممة لمناسبات معينة ، وعادة ما تكون ذات طبيعة دينية ، وتستخدم للتعبير عن الناس. غالبًا ما تُستخدم رقصة مبيرا لجذب الأرواح للخروج من خلال الأوساط الروحية والتواصل مع الناس. يقوم بهذه الرقصة شيوخ القبائل ، وهي قوية جدًا في تقاليدها الروحية.
رقصة دينهي هي رقصة دينية يتم إجراؤها أيضًا لجذب الأرواح للتحدث إلى الناس. يتم استخدام الكثير من حركات الحرب وحركات الفرح في هذه الرقصة. تعكس هذه الرقصة أيضًا الجانب الزراعي للحياة ، ويمكن أيضًا استخدام مثل هذه الدعائم التي تعكس هذه الموضوعات. تستخدم رقصة دينهي أغانٍ مختلفة لمرافقة الرقص ، ويشير مزاج الأغنية إلى الأرواح التي تحاول استحضارها. يتم تنفيذ رقصة دينهي من قبل قبائل ميدلاندز والتقليدية مهمة جدًا للرقص. رقصة مباكومبا هي رقصة متعددة الإيقاع يتم إجراؤها تقليديًا بعد الحصاد ولا تزال تستخدم حتى اليوم للترفيه.

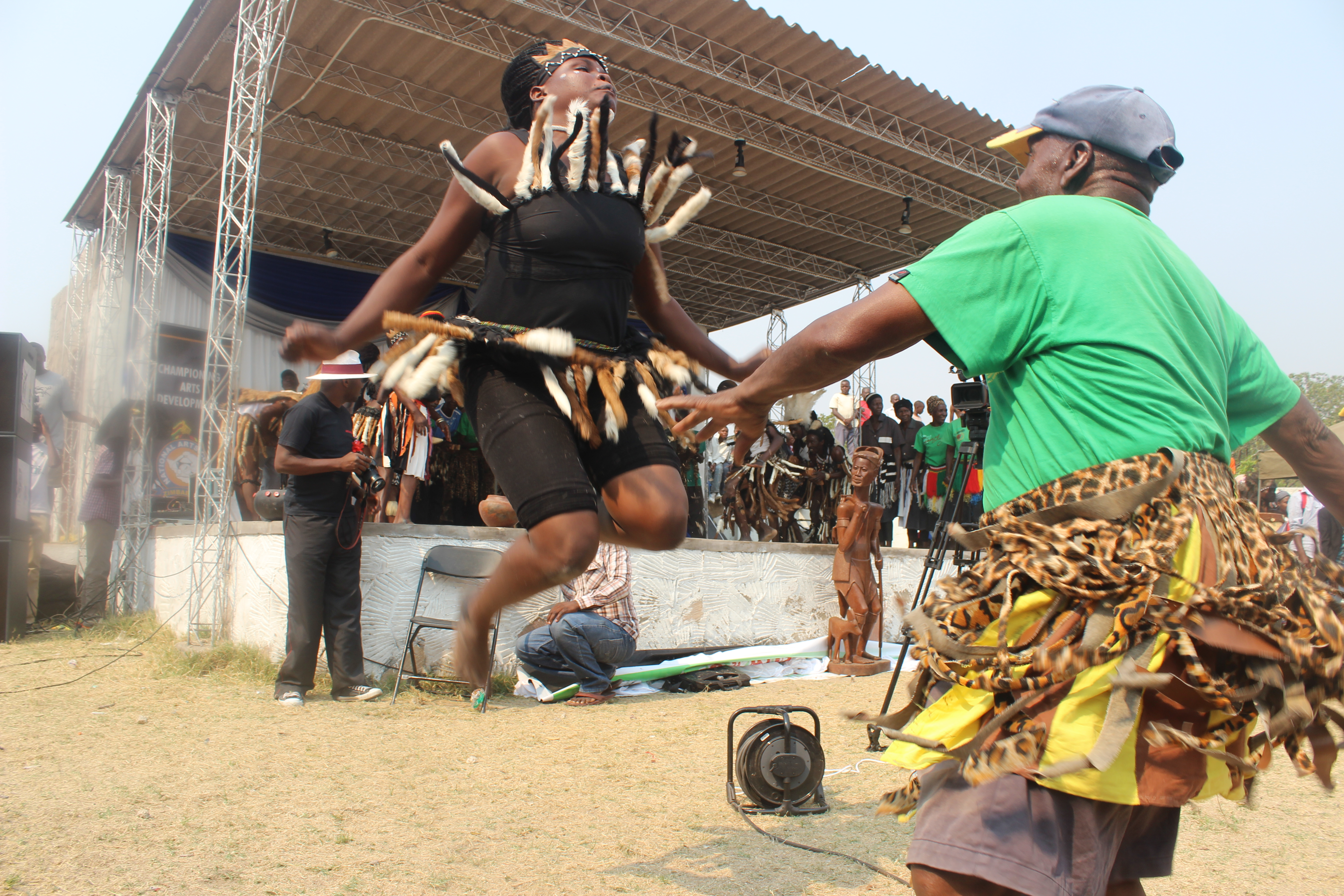
رقصة مبيندي جيروساريما.

تعتبر رقصة Jerusarema ورقصة موشونغويو من أهم الرقصات المميزة في زيمبابوي ، وكلاهما مصحوب بالطبول. كل من هذه الرقصات تقليدية ، ويمكن التعرف عليها من قبل الناس على الفور تقريبًا بعد الحركات القليلة الأولى للرقصة. تمثل رقصة الجيروساريما ثقافة الشونا وهي متعددة الإيقاع بحركات دائرية ، والألعاب البهلوانية والتكرار بارزة للغاية. رقصة الجيروساريما هي رقصة تقليدية يمكن أداؤها في الاحتفالات والجنازات والمسابقات الترفيهية ، كما تُؤدى كرقصة حرب. الجنازات لها غرض مهم للرقص لأن الرقصة تستخدم لإيصال الموتى إلى عالم روح الأجداد حيث قد يتم استدعاؤهم في الاحتفالات الطقسية المستقبلية. تُستخدم الملابس التقليدية ، والتي تشمل التنانير العشبية الجافة والصناديق العارية ، أثناء أداء رقصة الجيروساريما ، وتُلبس ألوان الأسود أو الأزرق الداكن والأبيض ، وهي الألوان التقليدية لشعب الشونا. أعيد إدراج رقصة مبيندي جيروساريما في القائمة التمثيلية للتراث الثقافي غير المادي للبشرية في عام 2008. بالإضافة إلى ذلك ، تم حظر مبيندي / جيروساريما من قبل المبشرين المسيحيين خلال الفترة الاستعمارية بسبب الطبيعة الاستفزازية للحركات التي تميز أسلوب الرقص هذا. تمثل رقصة Muchongoyo ثقافة Ndau  ويتم إجراؤها تقليديًا استعدادًا للحرب وبعد الحرب. يتم استخدام Muchongoyo أيضًا كتدريب عسكري ، ويتم إجراؤه بشكل مميز باستخدام عصا ودرع. رقصة Muchongoyo هي أيضًا رقصة اجتماعية وترفيهية ، وليس لها سمة دينية ؛ بدلا من ذلك يسلط الضوء على أحداث المجتمع. حركة التوقيع هي الختم ، والإيماءات الدرامية وكذلك عنصر المحاكاة ضرورية. الفستان تقليدي جديد ، يلائم الأوقات المتغيرة ، لكنه لا يزال يشبه الزي التقليدي. تاريخياً ، يؤدي الذكور هذه الرقصة ؛ لكن الإناث يشاركن في تأليف الموسيقى.
هناك أيضًا رقصة المهند التي تمارس في الغالب في منطقة ميدلاندز في زيمبابوي.

## أنظر أيضا
- رقص افريقي
- رقصة السلاح
- موسيقى افريقيا
  - تعدد الإيقاع
  - ماريمبا
- الناس شونا
- شعب نديبيلي
- رقصة بوروديل